# Gerrit Boekhoven
Gerrit Jacobus Boekhoven (Rotterdam, 16 februari 1912 – Vosbergen (Eelde), 19 maart 1945) was een Nederlandse verzetsstrijder tijdens de Tweede Wereldoorlog.

## Leven en werk
Boekhoven was een zoon van steendrukker Gerardus Boekhoven en diens vrouw Johanna Frederika Nanninga en een jongere broer van de latere burgemeester Gerard Boekhoven. Hij was bedrijfsleider van de Noord-Nederlandse Clichéfabriek aan de Noorderhaven in de stad Groningen toen de Tweede Wereldoorlog uitbrak. Hij werd in 1942 benaderd door mensen die het verzetsblad De Vonk uitgaven en besloot mee te werken. Hij gebruikte de schuilnaam 'Henk de Groot'. Samen met onder anderen zijn vriendin Dinie Aikema ('mevrouw De Groot') en Anda Kerkhoven vormde hij de 'Groep-De Groot'. De groep had een pacifistisch karakter, ze probeerde onder meer distributiebonnen te regelen via contacten in plaats van via overvallen. De groep speelde al snel een centrale rol voor de distributie van de bonkaarten in het noorden. Boekhoven was ook betrokken bij het vervalsen van persoonsbewijzen en het maken van clichés
Op 12 januari 1945 werd Boekhoven door de Sicherheitsdienst gearresteerd. Niet lang daarna werd de 'Groep-De Groot' opgerold. Er volgden ondervragingen en martelingen in het Scholtenhuis, het hoofdkwartier van de SD in Groningen. Hij werd op 19 maart 1945 gefusilleerd door Nederlandse leden van de Sicherheitsdienst op het landgoed Vosbergen in Eelde. Enkele kilometers verderop, in het Quintusbos op de grens van Glimmen en Haren ondergingen zijn groepsgenoten hetzelfde lot, Anda Kerkhoven ook op 19 maart, Dinie Aikema op 24 maart 1945.  
Boekhoven werd begraven op de Noorderbegraafplaats in de stad Groningen. In de wijk Corpus den Hoorn werd de G.J. Boekhovenstraat naar hem vernoemd.